# My Kind of Christmas
My Kind of Christmas — третий студийный и первый рождественский альбом американской певицы Кристины Агилеры, выпущенный 24 октября 2000 года.

## Об альбоме
В то время, как «The Christmas Song» была записана во время записи дебютного альбома Кристины, Christina Aguilera, все остальные песни были записаны во время турне Агилеры Christina Aguilera In Concert. Альбом был записан в то же самое время, когда Агилера записывала Mi Reflejo, который разошёлся тиражом более 3 млн копий по всему миру (на 2007 год). Альбомы вышли с разницей всего в месяц.
«Christmas Time» стала единственным синглом с этого альбома и была отправлена на радио в ноябре 2000 года.
По иронии судьбы, песня «Merry Christmas, Baby» попала в чарт Billboard Hot Ringtones и стала 38-й в декабре 2007 года.
Кроме того, «Climb Every Mountain», которую первоначально исполняла Джули Эндрюс для кинофильма «Звуки музыки», и которую можно услышать в исполнении Агилеры в DVD My Reflection, тоже была записана для My Kind of Christmas, но запись просочилась в Интернет, и звукозаписывающая компания решила не включать песню в альбом.

## Список композиций
| №   | Название                                                | Автор(ы)                                                                          | Продюсер(ы)                            | Длительность |
| --- | ------------------------------------------------------- | --------------------------------------------------------------------------------- | -------------------------------------- | ------------ |
| 1.  | «Christmas Time»                                        | Chaka Blackmon, Steven Brown, Ray Cham, Alex Alessandroni, Ron Fair               | ChakDaddy, Sol Survivor, E. Dawk, Fair | 4:02         |
| 2.  | «This Year»                                             | Lauren Christy, Graham Edwards, Scott Spock, Charlie Midnight, Christina Aguilera | The Matrix, Fair                       | 4:13         |
| 3.  | «Have Yourself a Merry Little Christmas»                | Ralph Blane, Hugh Martin                                                          | Fair                                   | 4:03         |
| 4.  | «Angels We Have Heard on High» (featuring Eric Dawkins) | Traditional                                                                       | ChakDaddy, Sol Survivor, E. Dawk, Fair | 4:09         |
| 5.  | «Merry Christmas, Baby» (featuring Dr. John)            | Lou Baxter, Джонни Мур                                                            | Fair                                   | 5:43         |
| 6.  | «O Holy Night»                                          | Traditional                                                                       | Fair                                   | 4:49         |
| 7.  | «These Are the Special Times»                           | Diane Warren                                                                      | Робби Бьюкенен, Fair                   | 4:31         |
| 8.  | «This Christmas»                                        | Donny Hathaway, Nadine McKinnor                                                   | Fair                                   | 4:02         |
| 9.  | «The Christmas Song»                                    | Mel Tormé, Robert Wells                                                           | Fair                                   | 4:25         |
| 10. | «Xtina's Xmas (Interlude)»                              |                                                                                   | "Bassy" Bob Brockmann                  | 1:32         |
| 11. | «The Christmas Song (Holiday Remix)»                    | Tormé, Wells                                                                      | Barry Harris, Крис Кокс, Fair          | 4:01         |

## Чарты
Альбом
| Альбом — Billboard (North America) | Альбом — Billboard (North America) | Альбом — Billboard (North America) | Альбом — Billboard (North America) |
| Год                                | Альбом                             | Чарт                               | Продажи                            |
| ---------------------------------- | ---------------------------------- | ---------------------------------- | ---------------------------------- |
| 2000                               | The Billboard 200                  | 28                                 | 963,000                            |

Синглы
| Синглы — Billboard (North America) | Синглы — Billboard (North America) | Синглы — Billboard (North America) | Синглы — Billboard (North America) |
| Год                                | Сингл                              | Чарт                               | Позиция                            |
| ---------------------------------- | ---------------------------------- | ---------------------------------- | ---------------------------------- |
| 1999                               | «The Christmas Song»               | The Billboard Hot 100              | 18                                 |
| 2000                               | «Christmas Time»                   | The Billboard Hot 100              | -                                  |